# Bikar karla 2003
La VISA-bikar 2003 è stata la quarantaquattresima edizione della coppa nazionale di calcio islandese.

## Turno Preliminare
|   | Squadra di casa       | Punteggio | Squadra in trasferta |
| - | --------------------- | --------- | -------------------- |
| 1 | Boltfelag Nordfjörður | 2– 3      | KE                   |

## Primo turno
|    | Squadra di Casa         | Punteggio | Squadra in Trasferta |
| -- | ----------------------- | --------- | -------------------- |
| 1  | HK U23                  | 3– 2 dts  | Valur U23            |
| 2  | Höttur                  | 2 – 0     | Einherji             |
| 3  | Völsungur U23           | 2 – 3     | Snörtur              |
| 4  | Skallagrímur            | 3 – 1     | ÍH                   |
| 5  | Neisti D.               | 1 – 3     | Fjarðabyggð          |
| 6  | Grótta                  | 0 – 2     | Haukar U23           |
| 7  | KR U23                  | 4 – 2 dts | Afríka               |
| 8  | Freyr                   | 0 – 4     | Breiðablik U23       |
| 9  | Víkingur Ólafsvík       | 0 – 1     | ÍA U23               |
| 10 | ÍR U23                  | 1 – 3     | Deiglan              |
| 11 | Keflavík U23            | 7 – 1     | Þróttur U23          |
| 12 | Reynir Sandgerði        | 2– 3 dts  | FH U23               |
| 13 | Grindavík U23           | 1 – 2     | Fram U23             |
| 14 | Fjölnir                 | 1 – 2     | Númi                 |
| 15 | Leiknir Fáskrúðsfjörður | 4 – 0     | Sindri               |
| 16 | Fylkir U23              | 4 – 3     | Léttir               |
| 17 | HK                      | 5 – 0     | Leiknir Reykjavík    |
| 18 | ÍR                      | 5 – 0     | Kjölur               |
| 19 | Stjarnan U23            | 1 – 5     | Selfoss              |
| 20 | Ægir                    | 1 – 2     | Austri               |
| 21 | Árborg                  | 1 – 4     | Víðir                |
| 22 | Hamar                   | 1 – 4     | KFS                  |
| 23 | Huginn                  | 5 – 0     | KE                   |
| 24 | Völsungur               | 6 – 1     | KA U23               |
| 25 | Tindastóll              | 5 – 1     | Magni                |

## Secondo turno
|    | Squadra di casa         | Punteggio | Squadra in trasferta |
| -- | ----------------------- | --------- | -------------------- |
| 1  | HK                      | 2 – 0     | Haukar U23           |
| 2  | KFS                     | 4 – 1     | Fram U23             |
| 3  | Reynir Á.               | 1 – 4     | Tindastóll           |
| 4  | Völsungur               | 5 – 0     | Leiftur/Dalvík       |
| 5  | Keflavík U23            | 4 – 3 dts | Breiðablik           |
| 6  | Skallagrímur            | 1 – 2     | Deiglan              |
| 7  | Höttur                  | 4 – 3     | KF Fjarðabyggð       |
| 8  | Víðir                   | 1 – 0     | Fylkir U23           |
| 9  | BÍ                      | 6 – 2     | Bolungarvík          |
| 10 | Njarðvík                | 6 – 1     | Breiðablik U23       |
| 11 | Leiknir Fáskrúðsfjörður | 2 – 6     | Huginn               |
| 12 | KS                      | 7 – 2     | Snörtur              |
| 13 | ÍR                      | 2 – 0     | HK U23               |
| 14 | Númi                    | 13 – 1    | Austri               |
| 15 | Selfoss                 | 4 – 2     | FH U23               |
| 16 | KR U23                  | 3 – 5 dts | ÍA U23               |

## Terzo turno
|                               | Squadra di casa | Punteggio | Squadra in trasferta |
| ----------------------------- | --------------- | --------- | -------------------- |
| 1                             | Huginn          | 0 – 6     | ÍA                   |
| 2                             | Deiglan         | 0 – 2     | Víkingur Reykjavík   |
| 3                             | KFS             | 0 – 4     | ÍBV                  |
| 4                             | HK              | 2 – 3     | KR                   |
| 5                             | ÍR              | 1 – 5     | Fram                 |
| 6                             | Tindastóll      | 0 – 9     | Keflavík             |
| 7                             | Selfoss         | 1 – 1 dts | KA                   |
| KA vince 4 – 3 ai rigori      |                 |           |                      |
| 8                             | Númi            | 1 – 7     | Valur                |
| 9                             | Njarðvík        | 0 – 0 dts | Þróttur              |
| Þróttur vince 4 – 3 ai rigori |                 |           |                      |
| 10                            | BÍ              | 0 – 7     | Haukar               |
| 11                            | Keflavík U23    | 0 – 3     | Grindavík            |
| 12                            | ÍA U23          | 2 – 1     | Stjarnan             |
| 13                            | Völsungur       | 1 – 5     | Fylkir               |
| 14                            | Höttur          | 0 – 3     | FH                   |
| 15                            | KS              | 1 – 5     | Afturelding          |
| 16                            | Víðir           | 1 – 2     | Þór Akureyri         |

## Quarto turno
|                                 | Squadra di casa | Punteggio | Squadra in trasferta |
| ------------------------------- | --------------- | --------- | -------------------- |
| 1                               | FH              | 2 – 1     | Þróttur              |
| 2                               | Þór Akureyri    | 0 – 2     | Víkingur Reykjavík   |
| 3                               | Fram            | 4 – 2 dts | Haukar               |
| 4                               | ÍA              | 1 – 0     | Keflavík             |
| 5                               | ÍBV             | 0 – 0 dts | Grindavík            |
| Grindavík vince 5 – 4 ai rigori |                 |           |                      |
| 6                               | KR              | 2 – 0     | ÍA U23               |
| 7                               | Afturelding     | 0 – 6     | Valur                |
| 8                               | KA              | 3 – 0     | Fylkir               |

## Quarti di finale
|   | Squadra di casa    | Punteggio | Squadra in trasferta |
| - | ------------------ | --------- | -------------------- |
| 1 | Víkingur Reykjavík | 0 – 1     | KA                   |
| 2 | KR                 | 2 – 0     | Fram                 |
| 3 | FH                 | 1 – 0     | Valur                |
| 4 | ÍA                 | 1 – 0     | Grindavík            |

## Semifinali
| Reykjavík 10 settembre 2003                                                               | FH        | 3 – 2                 | KR | Laugardalsvöllur |
| \| \| \| \| \| Garðarsson 26’, 39’ Borgvardt 73’ \| Marcatori \| 16’, 18’ Gunnlaugsson \| |           |                       |    |                  |
|                                                                                           |           |                       |    |                  |
| Garðarsson 26’, 39’ Borgvardt 73’                                                         | Marcatori | 16’, 18’ Gunnlaugsson |    |                  |

| Reykjavík 17 settembre 2003                                                               | KA        | 1 – 4                                    | ÍA | Laugardalsvöllur |
| \| \| \| \| \| Sigþórsson 60’ \| Marcatori \| 47’, 53’ Reynisson 55’, 90’ Gunnlaugsson \| |           |                                          |    |                  |
|                                                                                           |           |                                          |    |                  |
| Sigþórsson 60’                                                                            | Marcatori | 47’, 53’ Reynisson 55’, 90’ Gunnlaugsson |    |                  |

## Finale
| Reykjavík 27 settembre 2003                        | ÍA        | 1 – 0 | FH | Laugardalsvöllur |
| \| \| \| \| \| Gunnlaugsson 80’ \| Marcatori \| \| |           |       |    |                  |
|                                                    |           |       |    |                  |
| Gunnlaugsson 80’                                   | Marcatori |       |    |                  |